# Support Lesbiens

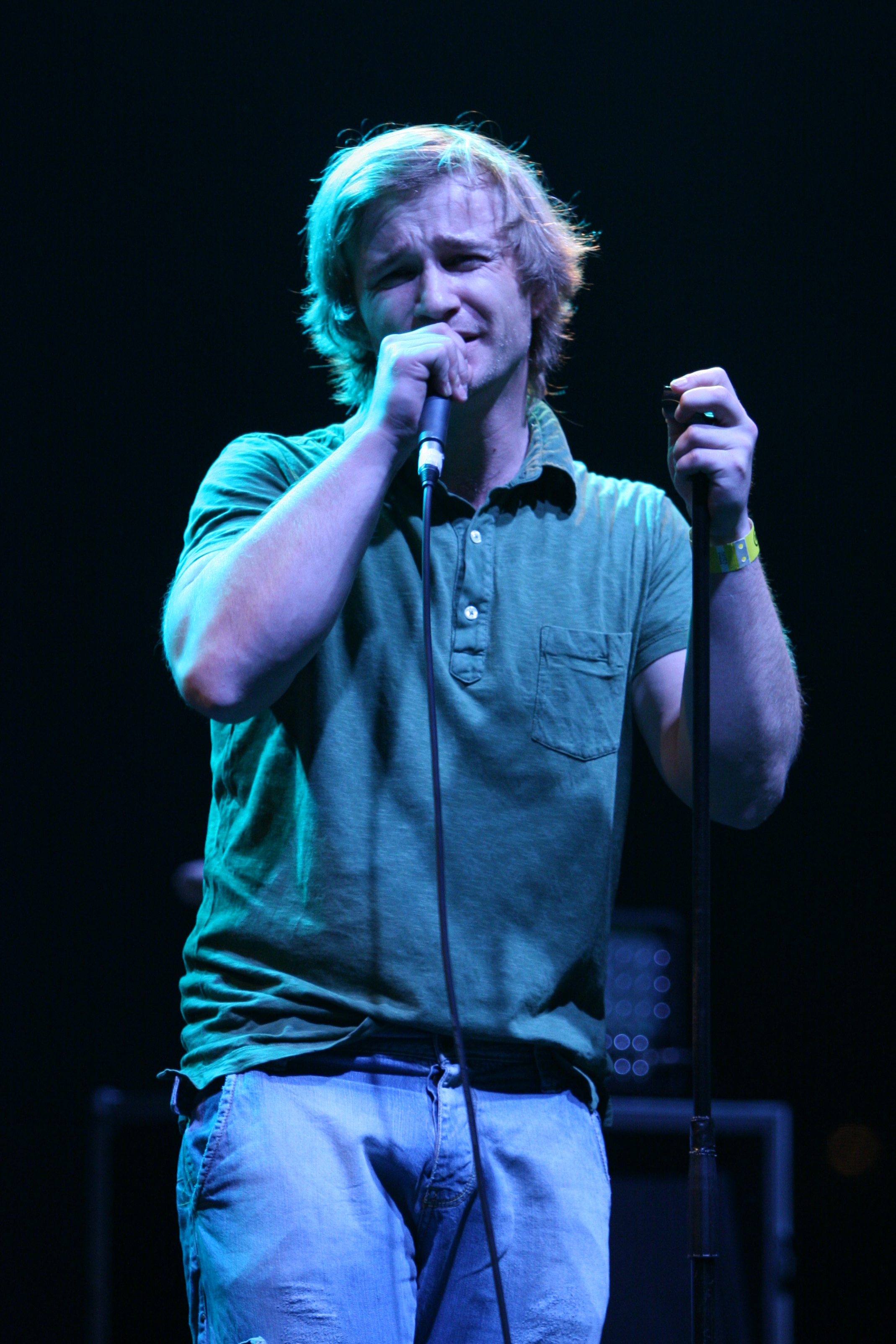
Kryštof Michal in 2008

Support Lesbiens is een popband uit Tsjechië. De groep werd opgericht in 1992. Qua stijl zijn ze vergelijkbaar met bijvoorbeeld Savage Garden of Depeche Mode.
De band bestaat uit Kryštof Michal, Jaromír Helešic Jr. en Hynek Toman. Alle albums zijn verschenen bij het platenlabel van Sony (Sony Music Entertainment) 

## Discografie
- So, what? (1993)
- Medicine Man (1994)
- Regeneration? (2001)
- Tune Da Radio (2002)
- Midlife (2004)

In 2004 kwam bovendien een dvd uit van live concerten, eveneens op het platenlabel "Sony Music Entertainment".